# 要涼
要 涼（かなめ りょう、1984年2月7日 - ）は、日本の元AV女優。血液型:AB型。身長、165cm。スリーサイズは、B82(E-60)・W57・H86。
2006年頃に引退。

## 略歴・人物
埼玉県出身。2005年6月に『SUPER DEBUT』（MOODYZ）でAVデビューした。
スレンダーで8頭身というモデル体型のAV女優であった。

## 出演作品
2005年
- SUPER DEBUT（6月1日、MOODYZ）[1]
- DEEP SEX（7月1日、MOODYZ）[1]
- B系ファッションの女（8月1日、MOODYZ）[1]
- 極上セックス モデル系（11月1日、MOODYZ）総集編　他出演:沙雪、美濃浬、綾乃梓、乃亜、滝沢優奈、米倉夏弥、LISA、原千尋
- Knight & Queen（11月20日、イマージュ）[3]
- ギャルギャル店員クラブファック（12月20日、LEO）他出演:マリン、上杉あずさ、遠山若菜[3]

2006年
- 私は痴女 第44報告書 満戸開放（3月4日、クリスタル映像）他出演:桜沢まひる、RIRIKO、片瀬渚、桜井あや、諸星茜[3]
- 高級ソープへいらっしゃい 13（3月13日、クリスタル映像）他出演:赤名りく、福山あいか、沖野真弓、黒咲ゆう、萌田ゆう[3]
- Age 20歳（4月19日、CROSS）他出演:綾野みゆき、華月優、宮下あおい[3]
- MOB 真正中出しスペシャル2 & お蔵出し!ワケあり（秘）未公開映像集（8月31日、モブスターズ）総集編　他出演:宮良ちせ、稲葉夕輝、相沢夢、椎名実果、椿まや、遠山若菜[3]
- ドスケベ痴女マニアックス 3（9月27日、LEO）総集編　他出演:マリン、夢咲こよい 他[3]